# Сікори (Дравський повіт)
Сікори (пол. Sikory, нім. Zicker) — село в Польщі, у гміні Чаплінек Дравського повіту Західнопоморського воєводства.
Населення — 344 особи (2011).
У 1975-1998 роках село належало до Кошалінського воєводства.

## Демографія
Демографічна структура станом на 31 березня 2011 року:
|          | Загалом | Допрацездатний вік | Працездатний вік | Постпрацездатний вік |
| -------- | ------- | ------------------ | ---------------- | -------------------- |
| Чоловіки | 161     | 28                 | 120              | 13                   |
| Жінки    | 183     | 43                 | 114              | 26                   |
| Разом    | 344     | 71                 | 234              | 39                   |